# Georg Philipp Telemann
Georg Philipp Telemann (Magdeburg, 1681. március 14. – Hamburg, 1767. június 25.) minden idők egyik legnagyobb életművével rendelkező német barokk zeneszerző. Alkotásainak száma meghaladja a 3000-et.

## Élete
Kifejezett zenei oktatásban nem részesült ugyan, de részben önképzéssel, részben tanári támogatással (minden iskolájában volt olyan tanár, aki segítette zenei képzését) tízéves korára billentyűs hangszereken, hegedűn, furulyán és citerán már jól játszott, sőt 12 éves korában már megírta első operáját is (Sigismundus). Apja 1685-ben meghalt, anyja pedig nem nézte jó szemmel a fiú zenei érdeklődését, „tanult embert” akart nevelni a gyerekből.
Tanulmányait szülővárosában kezdte, ám az Altstädtische Schule iskolaigazgatója zeneteoretikus volt. Így Telemann teljes mértékig eleget tett az anyai kívánságnak, ugyanakkor zeneszerzői tudását is tudta fejleszteni. A hildesheimi gimnáziumban (Gymnasium Andreanum) folytatta „polgári” tanulmányait, de itt megint volt egy tanár, aki biztatta zenei törekvéseiben, sőt még zenét is kért tőle az iskolai ünnepségekhez és színielőadásokhoz, vallásos eseményekhez. 1701-ben jogi tanulmányokba kezdett Lipcsében, de zenét is írt. Egyik zsoltárfeldolgozását bemutatták a lipcsei Tamás-templomban (Thomaskirche), aminek a sikere nyomán felkérték arra, hogy minden második vasárnapra írjon a templom számára egy kantátát. Ebben az évben azért utazott Halléba, hogy találkozhasson Händellel, akivel annak haláláig tartó jó barátságot ápolt. 1702-ben megalakította a 40 tagú Collegium Musicum diák-zeneegyesületet, amellyel rendszeresen hangversenyezett. Még ebben az évben a Lipcsei Operaház zenei igazgatója lett, és operáival is hírnevet szerzett. Emiatt féltékeny lett rá Johann Kuhnau, a Tamás-templom kántora, aki még fel is jelentette azzal, hogy elviszi előle a jobb művészeket. 1704-től az egyetem templomának (Neue Kirche) orgonistája lett.
1705-ben Sorauba (ma Żary, Lengyelország) ment, ahol II. Promnitzi Erdmann grófnál volt karmester. Itt Jean-Baptiste Lully stílusában írt zenéket vártak el tőle. 1708-tól 1712-ig Eisenachban tartózkodott, ahol hangversenymester, majd udvari karmester (ezt a címét élete végéig viselte), és kantátákat valamint instrumentális zenéket írt. Több mint négy év után Hamburgba költözött, ahol egyházi karmester lett.
Megnősült, felesége egy városi hivatalnok lánya volt, akivel tíz gyermeket neveltek az évek során. 1721-ben az akkor már nagy tekintélyű Telemannt kinevezték a hamburgi Gelehrtenschule des Johanneums gimnázium kántorává, majd hamburgi városi zeneigazgatónak. Ezt a (jól fizető) tisztséget egészen a haláláig betöltötte. Rövid idő alatt fellendítette a város zenei életét, hangverseny- és operasorozatot rendezett, ahol saját művein kívül más szerzők darabjait is bemutatta. Ebben az időszakban szerezte Tafelmusik gyűjteményét, amely három sorozatból áll.
1722-ben, amikor az öreg Kuhnau, a Thomaskantor és városi zeneigazgató meghalt Lipcsében, utódjának Telemannt szemelték ki. A posztot azonban udvariasan ugyan, de visszautasította, így a lipcseiek kénytelenek voltak „beérni” Johann Sebastian Bachhal, akivel egyébként Telemann baráti viszonyban állt, és még 1714-ben egyik fiának, Carl Philipp Emanuelnek a keresztapja is lett. Élete vége felé csökkent aktivitása, bár Händel ösztönzésére még írt néhány oratóriumot, köztük a leghíresebb a Der Tag des Gerichts (Az ítélet napja). 1737-ben francia barátai meghívására Párizsban töltött nyolc hónapot, ez idő alatt számos hangversenyt adott. Élete során három önéletrajzot is írt (1718-ban, 1729-ben és 1740-ben). Halála után a helyét keresztfia, Carl Philipp Emanuel Bach vette át.

## Jelentősége

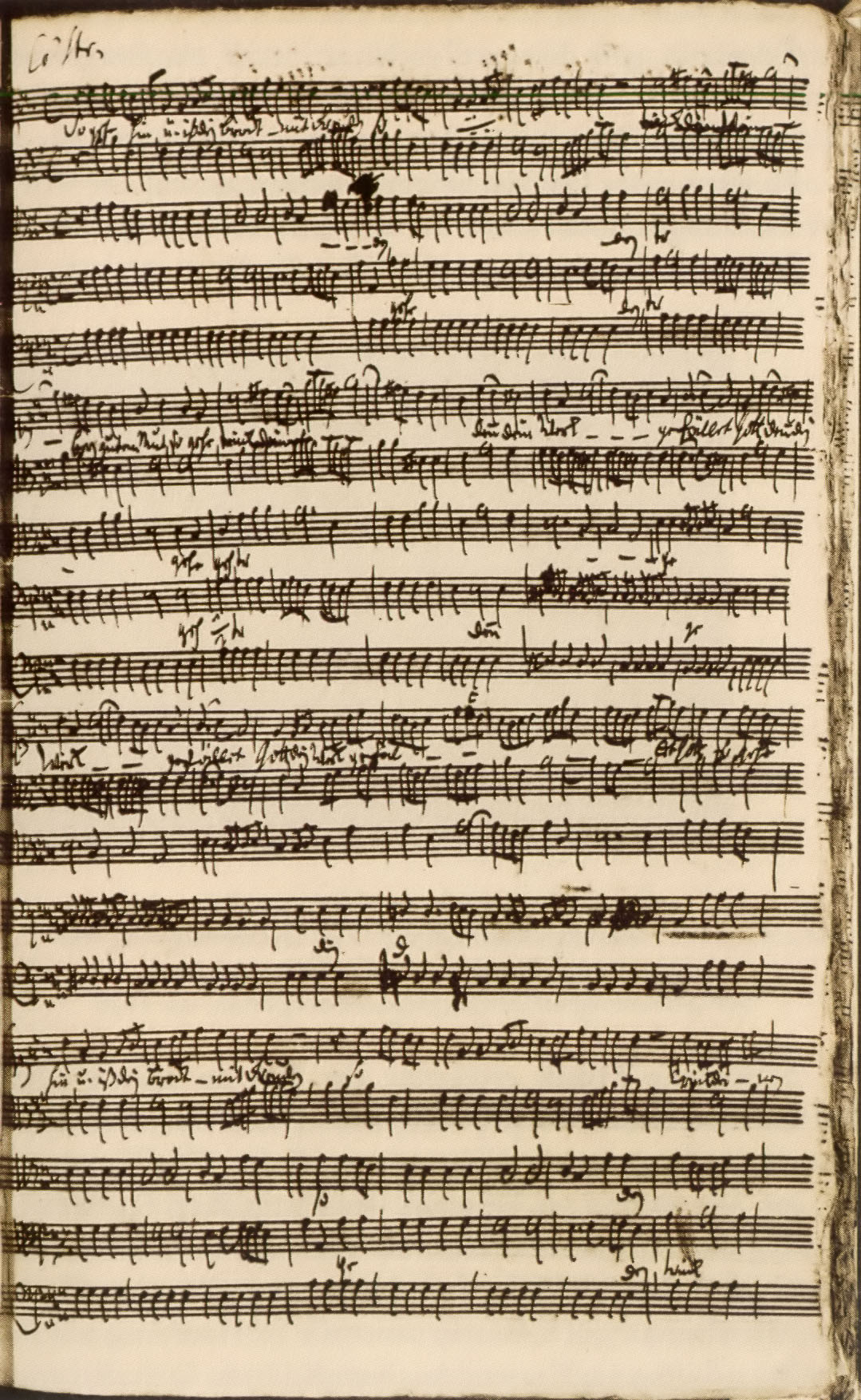
A Kapitänsmusik oratórium kottája, Telemann kézírása

Telemann korának legnépszerűbb zeneszerzője volt, de halála után a neve gyorsan feledésbe merült. „Pedig – ha nagysága nem is mérhető Bachéhoz vagy Händeléhez – kiváló ízlésű, sokoldalú zeneszerző volt, aki csaknem minden műfajban jelentőset alkotott.” Igen termékeny komponista volt: mintegy háromezer művet alkotott, életműve a zenei műfajok szinte minden területét felöleli (zenekari darabok, operák, oratorikus művek, kantáták, misék, versenyművek, passiók stb.). Műveinek száma meghaladja Bach és Händel műveinek számát együttvéve. „Ez a hihetetlen produktivitás azonban előkelő, könnyed és derűs szellemmel párosul, amely sohasem keresi a túlméretezett arányokat; … s jóformán minden formában és nyelvben otthon tud lenni.” Telemann kellemes, nagyvilági életet élő, udvarias ember volt, kollégái szinte mindegyikével baráti viszonyt ápolt.
A német és nemzetközi Telemann-kutatás központja Magdeburgban van. Itt tartják a Telemann-napokat is.

## Művei
Telemann műveinek jegyzékét a Telemann Werke Verzeichnis (TWV) tartalmazza, de egyes kutatók szerint ez közel sem teljes. Műveinek alábbi listája ezért vázlatos és inkább összefoglaló jellegű.
12 kantátaévjárat, 44 passió, számos alkalmi kompozíció, 35 oratórium (Seliges Erwägen, Auferstehung, Tag des Gerichts, Der Tod Jesu, Ino); 40 opera; több száz ouverture (francia szvit), hegedűszonáták (1715–18); triók, hegedű-zongora- (fuvola-zongora-) szvitek (Die kleine Kammermusik, 1716); triók (Esercizi musici); fuvolaszonáták, kantáták (Harmonischer Gottesdienst, 1725), vallásos énekek, dalok, szonatinák zongorára (hegedűvel), Scherzi melodici (triók, 1734); táncok; Der getreue Musikmeister, 1728 (dalok és hangszeres darabok gyűjteménye), kamaraszvitek, Sing- Spiel- und Generalbassübungen, 1734, ódák, zongorafantáziák, Musique de table, 1733 (szvitek, triók, koncertek), zongoraversenyek, kvartettek, orgonafúgák stb.

## Hallgassuk meg!
D-dúr Concert Suite, TWV 55:D6

1. Overture

2. La Trompette

3. Sarabande

4. Rondeau

5. Bourrée

6. Courante

7. Gigue

## Átiratok, műveinek utóélete
Sokféle módon nyúltak hozzá Georg Phillip Telemann műveihez. A Hoppál Mihály Band – tisztelegve a zeneszerző halálának 250. évfordulója alkalmából – készített egy mai képzelt tafelmusic-darabot, mintha Telemann Budapest zeneigazgatója lenne a XXI. században, és azt kapná feladatul, hogy egy magyar népdal szövegére írjon egy dalt modern popzenei eszközökkel. A dalban eredeti Telemann-fuvolaszonáta-részletek is felhangzanak.

## Magyarul
- Curriculum vitae. Három önéletrajz; ford., bev., jegyz. Székely András; Helikon, Bp., 1995